# 퍼스트 스탠드
퍼스트 스탠드(First Stand)는 2025년부터 라이엇 게임즈가 매년 개최할 예정인 리그 오브 레전드 국제 대회이다.

## 대회 방식
대회 방식은 2025년 기준

## 역대 퍼스트 스탠드
| 시즌 | 개최지 | 참가팀 | 우승 | 준우승 |
| 2025 | 서울   | 5      | ?    | ?      |

## 같이 보기
- 미드 시즌 인비테이셔널 (MSI)
- 리그 오브 레전드 월드 챔피언십 (Worlds)